# Sikke Smeding
Sikke Smeding (Witmarsum, 6 februari 1889 – Lunteren, 6 december 1967) was een Nederlands landbouwkundig ingenieur en ambtelijk bestuurder.
Sikke groeide op in een gezin van twee kinderen, hij en zijn broer Melle. Zijn vader Dooitze was klerk en later gemeenteambtenaar van beroep. Zodoende konden beide broers goed onderwijs volgen. Broer Melle werd uiteindelijk hoofdbestuurder bij de posterijen. 
Sikke zelf doorliep de HBS in Leeuwarden en de Rijks Hoogere Land-, Tuin-, en Boschbouwschool te Wageningen, waar hij in 1914 afstudeerde. Hij speelde een belangrijke rol bij de voorbereiding en uitvoering van de drooglegging van de Zuiderzee. Van 1935 tot 1954 was hij hoofd van de Directie van de Wieringermeer, de dienst die de IJsselmeerpolders moest inrichten en in cultuur brengen. De Directie van de Wieringermeer was de voorloper van de Rijksdienst voor de IJsselmeerpolders. Van januari 1938 tot 1941 was Smeding landdrost van het Openbaar Lichaam 'De Wieringermeer'. Aansluitend was hij tot 31 juli 1941 waarnemend burgemeester van de nieuwe gemeente Wieringermeer. Van 1942 tot 1954 was Smeding ook landdrost van het Openbaar Lichaam De Noordoostelijke Polder.

## Naslagwerk
- Hermsen, E. Dr. Ir. S. Smeding, directeur landdrost van de Wieringermeer en de Noordoostpolder 1930-1954, Fleveprofiel, deel 1, Uitgeverij: De Walburg Pers (1988)

- Biografisch Portaal: 31362139
- International Standard Name Identifier: 0000 0000 3058 2006
- Library of Congress Control Number: n88261538
- Nederlandse Thesaurus van Auteursnamen: 074044281
- Système universitaire de documentation: 202669521
- Virtual International Authority File: 21246523
- WorldCat: E39PBJc3Gwv4DcbgTqxy6kRHYP